# راجاشه‌هارا (شاعر سانسکریت)
راجاشه‌هارا (انگلیسی: Rajashekhara; ۱ ژانویهٔ ۰۸۸۰ – ۱ ژانویهٔ ۰۹۲۰) شاعر، زبان سانسکریت و ملک‌الشعرا در سلسله گورجارا-پراتیهارا بود.
راجاشه‌هارا کاویامیماسا Kāvyamīmāṃsā را بین سالهای ۸۸۰ و ۹۲۰ میلادی نوشت.